# 女孩子♡男孩子
《女孩子♡男孩子》是日本偶像藝人小倉優子的第3張單曲。2004年11月26日由STARCHILD（King Records旗下公司）發行。

## 概要
《女孩子♡男孩子》是偶像藝人小倉優子主唱、音樂家小西康陽負責作詞、作曲、編曲的單曲，也是由小西康陽率領的演奏團體「PIZZICATO FIVE」所演奏的歌曲。2004年10月至2005年3月在東京電視台播出的電視動畫《校園迷糊大王》選為片尾主題曲使用。另外，初回限定盤有附贈歌曲PV的DVD。

## 收錄歌曲
所有歌曲由小西康陽作詞、作曲、編曲。
1. 女孩子♡男孩子
  - 東京電視台電視動畫《校園迷糊大王》片尾主題曲
  - 京樂產業.（日语：京楽産業.）柏青哥機「CRぱちんこアバンギャルド（日语：CRぱちんこアバンギャルド）」活動使用歌曲
2. 文
3. 女孩子♡男孩子（off vocal version）
4. 文（off vocal version）